# Královecké klopsy
Královecké klopsy (Königsberger Klopse) jsou specialitou německé kuchyně. Pocházejí z východopruského města Královec (Königsberg, od roku 1945 Kaliningrad). Podle průzkumu agentury Forsa z roku 2009 jsou nejznámějším krajovým jídlem v Německu. V Německé demokratické republice byly podávány pod názvem „Kochklopse“, aby nepřipomínaly ztracená území na východě, také se jim žertem říkalo „Revanchistenklopse“ (revanšistické klopsy). Ve svých knihách se o tomto pokrmu zmiňují Johannes Mario Simmel a Erich Maria Remarque.  

## Recept
Klopsy je nářeční označení pro masové knedlíčky. Kuličky se vytvarují z mletého masa (v původním receptu to bylo telecí maso), jemně nasekaných sardelí, vajíčka, orestované cibulky a namočené housky. Pak se knedlíčky vaří v osolené vodě s bílým vínem, bobkovým listem a novým kořením. Podávají se s omáčkou, která se připraví z přecezeného vývaru zahuštěného jíškou, žloutkem a smetanou a dochutí se citronovou šťávou a kapary. Nejčastější přílohou jsou vařené brambory.   